# Кичуй
Кичуй (тат. Кичү) — река в Татарстане, крупнейший приток Шешмы. Длина реки 114 километров, площадь водосборного бассейна — 1330 км².

## География
Исток находится на Бугульминско-Белебеевской возвышенности, в 2 км к югу от села Миннибаево Альметьевского района. Направление течения — северо-западное. Устье расположено в 2 км севернее села Ленино Новошешминского района.
Русло умеренно извилистое, имеются старицы в пойме в нижнем и среднем течении.
Бассейн реки вытянутой формы, зажат между бассейнами рек Шешма и Зай, сужается в верховьях. Имеет 46 притоков, крупных среди них нет.
Крупнейшие населённые пункты на реке (0,7-1,0 тыс. чел., 2010 г.): сёла Миннибаево, Кичучатово, Ямаши, Кузайкино (все — Альметьевский район), Ерыклы, Татарское Утяшкино (оба — Новошешминский район).
Почти на всём протяжении в 300—2500 м от левого берега вдоль реки проходит автодорога Р239 «Казань — Оренбург», пересекающая реку в верховьях вблизи Альметьевска.

### Основные притоки
(указано расстояние от устья, в скобках — длина в км)
- 16 км прав: река Урганчинка (19)
- 34 км прав: река Тетвелька (17)
- 36 км прав: река Ямашка (14)
- 52 км прав: река Батраска (16)
- 54 км прав: река Чупайка (Малая Батраска) (12)
- 65 км прав: река Бутинка (10)
- 67 км прав: река Дербенская Речка (8,8)
- 89 км лев: река Чупаевка (14)

## Характеристика
Бассейн реки расположен на слабохолмистом возвышенном плато, изрезан долинами рек, оврагами и балками, 35 % его территории покрыто лесом. Густота речной сети 0,42 км/км². Наибольшая густота овражной сети — в правобережье бассейна. Течёт по глубокой долине. От верховьев до села Нагорное пойма выражена слабо или отсутствует; ниже пойма двусторонняя, шириной от 0,2 до 1 км, покрыта луговой растительностью. Ширина русла 6-20 м.
Питание смешанное, доля снегового составляет более половины. Модуль подземного питания 0,1-5 л/с км². Средний многолетний слой годового стока в бассейне 121 мм, слой стока половодья 65 мм. Весеннее половодье начинается обычно в конце марта — начале апреля. Замерзает в начале ноября в верховьях и в конце ноября в нижнем течении. Средний многолетний меженный расход воды в устье 2,6 м³/с.
Вода умеренно жёсткая (3-6 мг-экв/л) весной и очень жёсткая (9-12 мг-экв/л) зимой и летом. Общая минерализация 200—400 мг/л весной и 500—700 мг/л зимой и летом.

## Этимология
Название реки произошло от татарского слова кичү — брод, переправа.

## Данные водного реестра
По данным государственного водного реестра России относится к Нижневолжскому бассейновому округу, водохозяйственный участок реки — Шешма от истока до устья. Речной бассейн реки — Волга от верховий Куйбышевского водохранилища до впадения в Каспийское море.
Код водного объекта — 11010000212112100003785.